# Виннипегский университет
Виннипегский университет (англ. University of Winnipeg (UWinnipeg, UW)) — государственный исследовательский университет в Виннипеге, Манитоба, Канада, в котором есть факультеты искусства, бизнеса и экономики, образования, науки, кинезиологии и прикладного здравоохранения, а также программы для выпускников. Колледжами-основателями Виннипегского университета были Манитоба-колледж и Уэсли-колледж, которые объединились в Объединённый колледж в 1938 году. Университет Виннипега был основан в 1967 году, когда Объединённый колледж получил свой устав. Управление было построено по образцу провинциального Закона об университете Торонто 1906 года, который установил двухпалатную систему управления университетом, состоящую из сената (факультетов), ответственного за академическую политику, и совета управляющих (граждан), осуществляющих исключительный контроль над финансовой политикой и официальные полномочия во всех других вопросах. Президент, назначаемый правлением, был связующим звеном между органами для осуществления институционального руководства.
Университет является членом Ассоциации университетов и колледжей Канады (AUCC), Ассоциации университетов Содружества (ACU), Канадского университетского общества межвузовских дебатов (CUSID) и членом U Sports.

## История

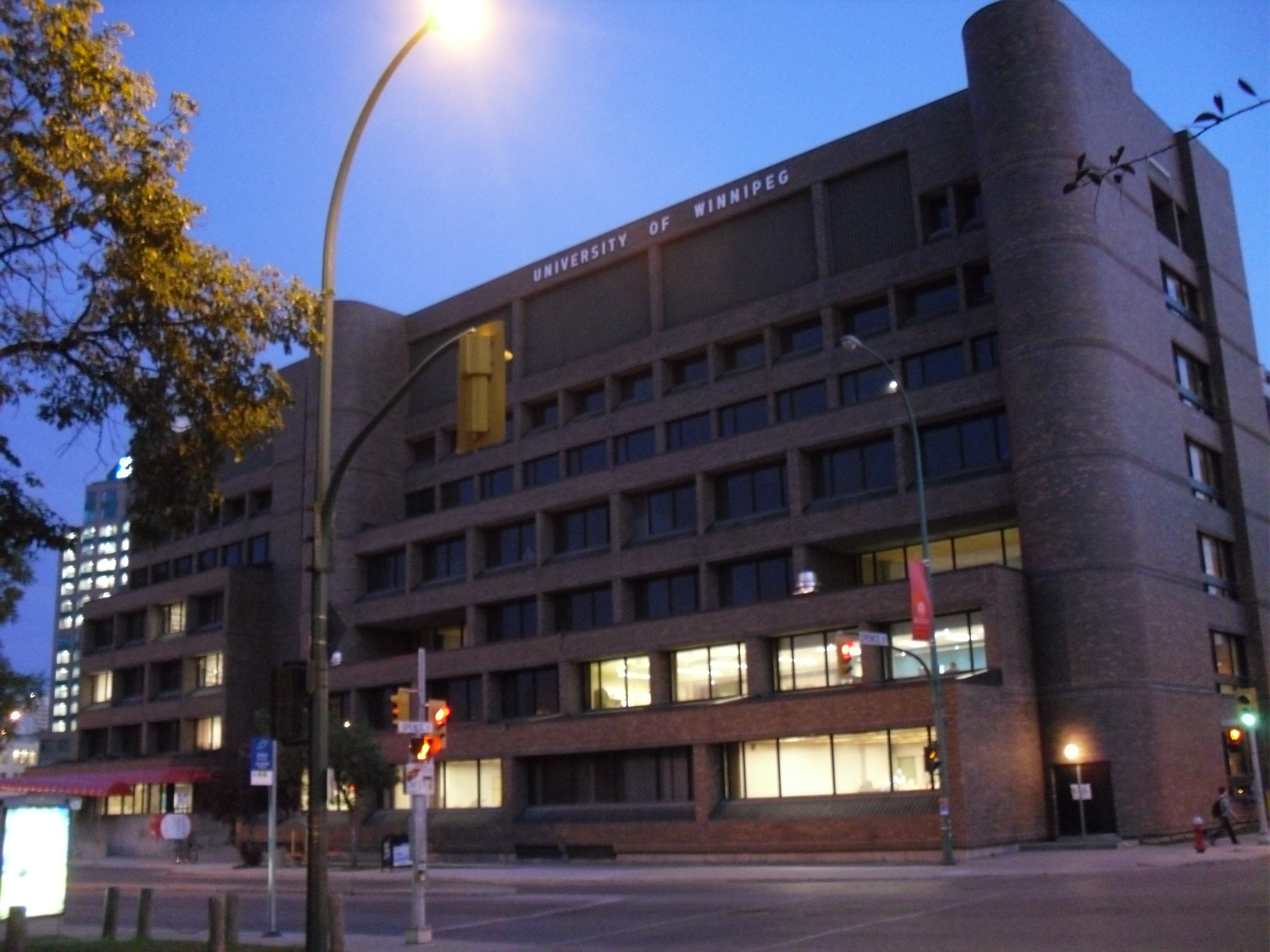
Вид на Виннипегский университет с Эллис-авеню

Колледжами-основателями UW были Колледж Манитобы, 1871 г., и Колледж Уэсли, 1888 г., которые объединились в Объединённый колледж в 1938 году. В 1967 году Объединённый колледж (United College) получил статус Виннипегского университета. Архитектор Джордж Крифорд Браун и С. Фрэнк Питерс спроектировали Уэсли-холл (1894–1895), который сейчас является частью Виннипегского университета.
Университет Виннипега был основан 1 июля 1967 года, когда Объединённый колледж получил свой устав. Объединённый колледж был образован в 1938 году на основе союза колледжа Манитобы, основанного в 1871 году, и колледжа Уэсли, основанного в 1888 году. Первоначально связанный с Университетом Манитобы, Объединённый колледж получил устав в 1967 году и стал Виннипегским университетом.

## Кампус

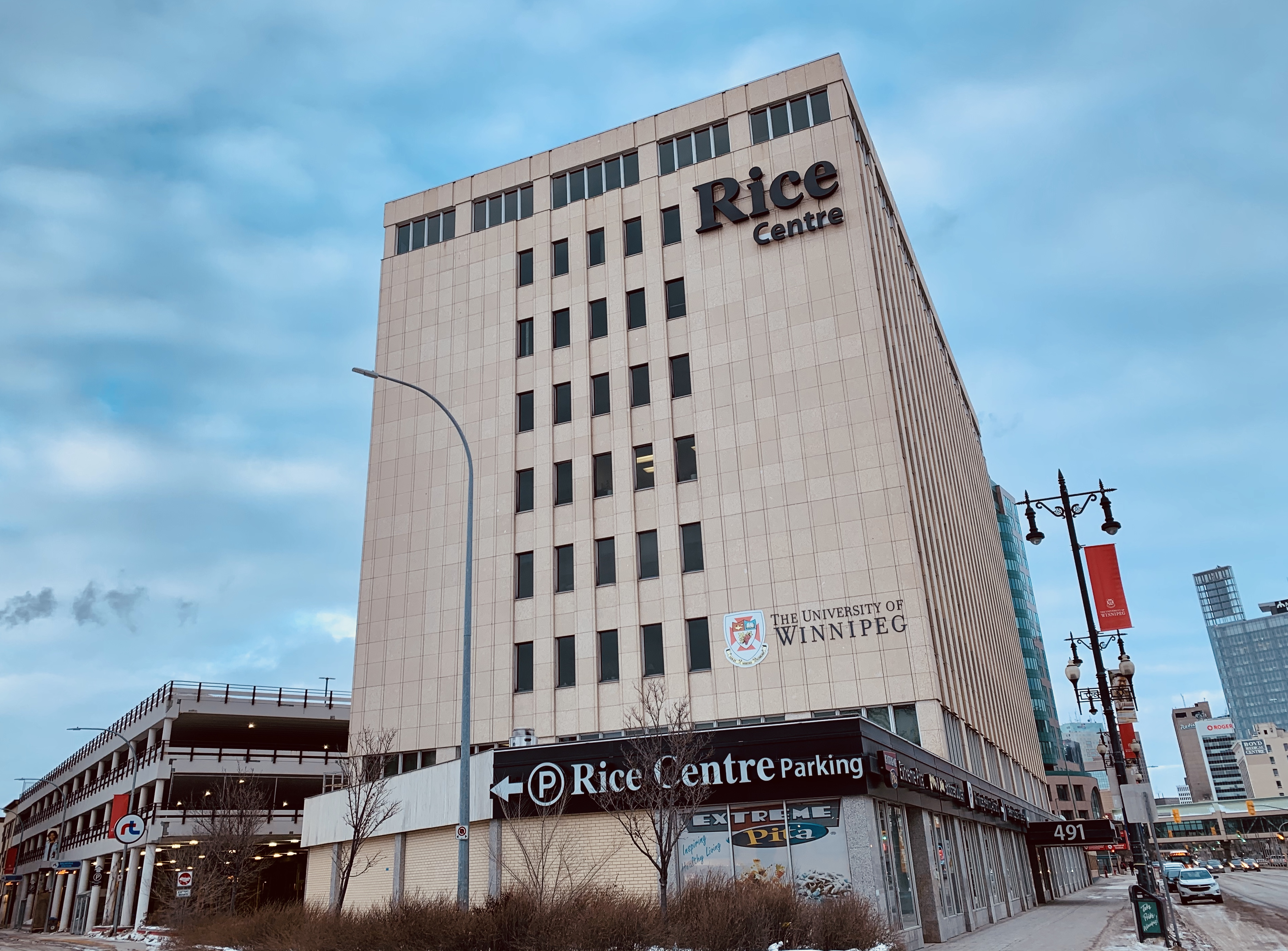
Райс-центр Виннипегского университета.

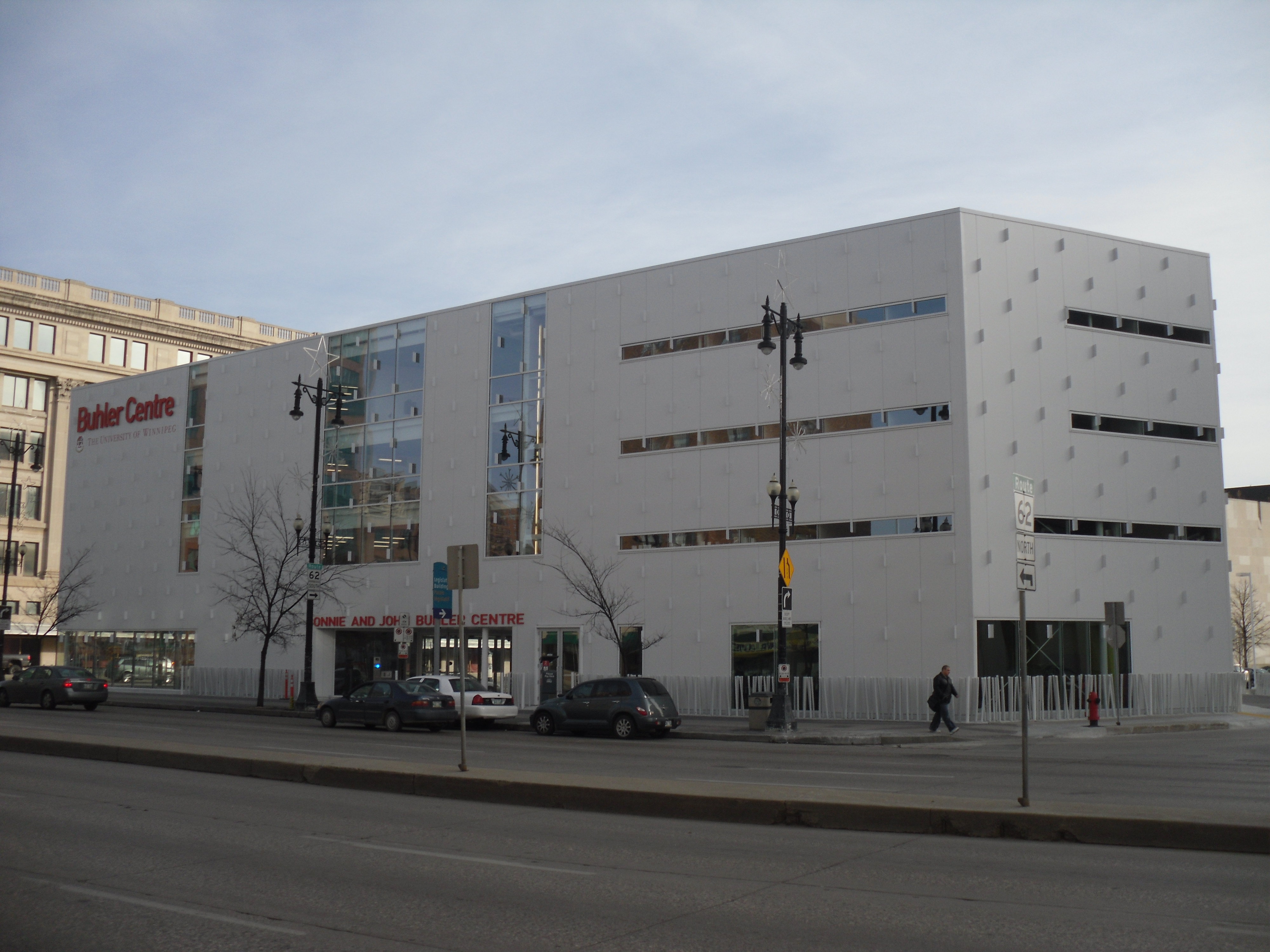
Центр Бюлера

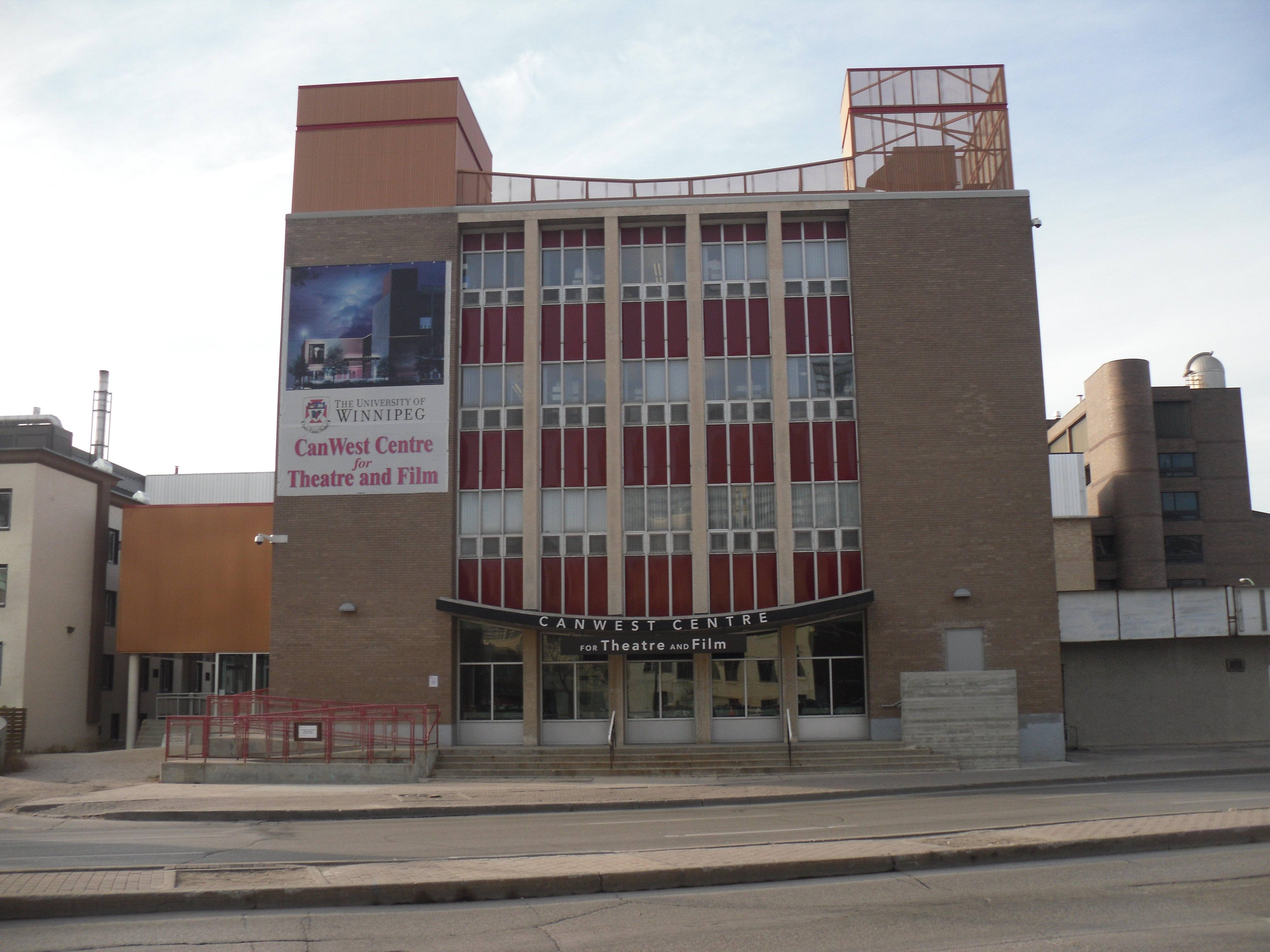
Центр театра и кино

Кампус Университета Виннипега состоит из 23 зданий, расположенных на нескольких кварталах в центре Виннипега, прямо на Портедж-авеню. За последнее десятилетие в кампусе было построено более 10 новых зданий или крупных проектов реконструкции. Благодаря возрождению университет стал двигателем обновления и улучшения центра города.
Райс-центр является домом для администрации университета и студенческих служб.
Центр Бюлера был построен для размещения факультета бизнеса и экономики, а также PACE (профессиональное, прикладное и непрерывное образование), подразделения Виннипегского университета. Двери Бюлер-центра открылись в сентябре 2010 года. Разработан коллективом PSA + DPA + DIN в результате совместных усилий Peter Sampson Architecture Studio inc, David Penner Architect и DIN Projects. В Бюлер-центре (Buhler Center) также находятся Институт современного искусства Plug In и Stella’s Cafe на первом этаже.

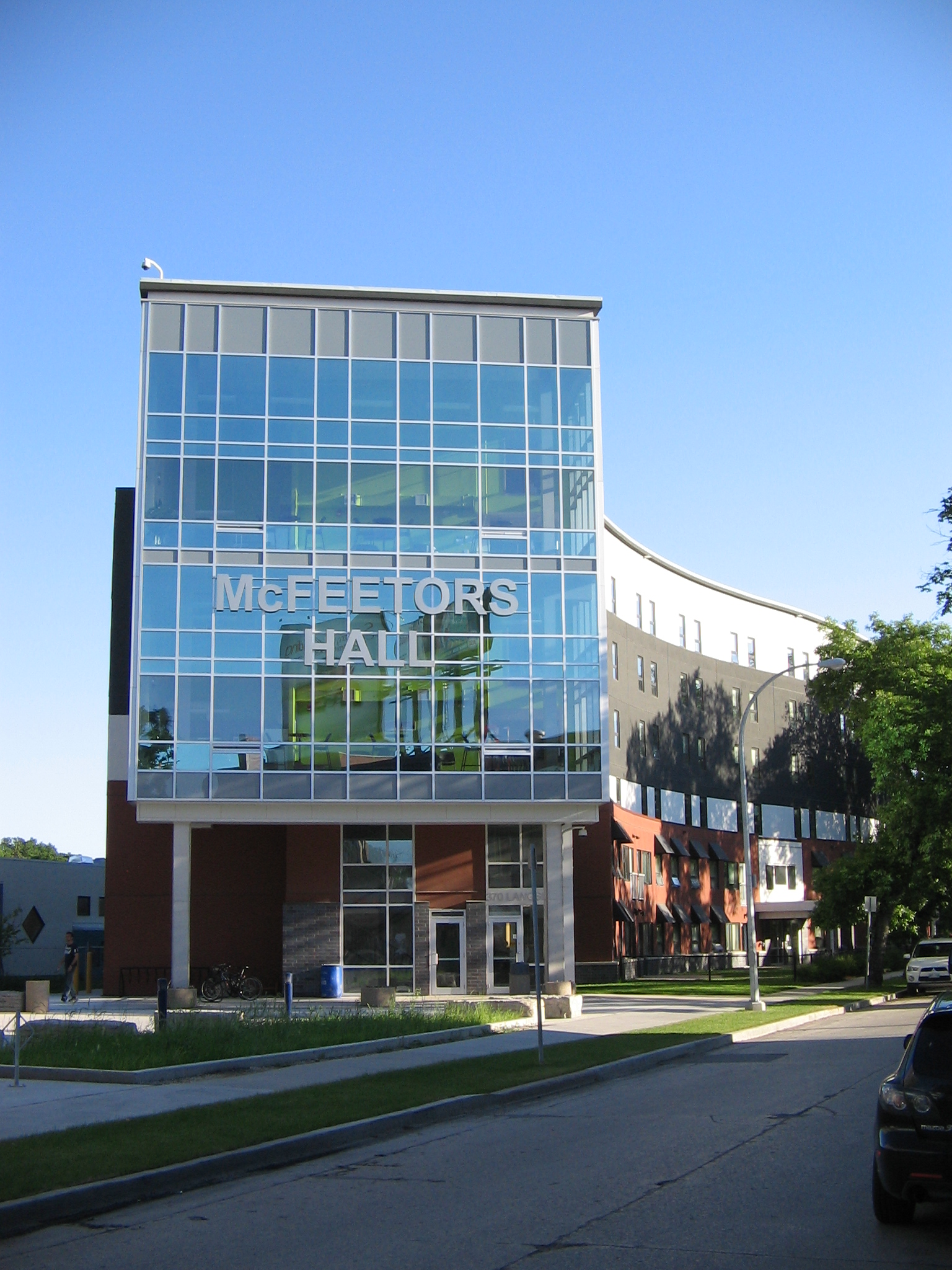
McFeetors Hall, панорама

McFeetors Hall: Студенческое общежитие Great-West Life — это общежитие студентов университета. Он был частично профинансирован Раймондом Л. Макфиторсом, председателем The Great West Life Assurance Company, который пожертвовал 2,67 миллиона долларов на строительство общежития на недавно приобретённой территории к западу от кампуса. Деньги поступали из его личных ресурсов и из Great West Life.
Центр театра и кино Аспера предоставляет возможности для изучения театра и средств массовой информации.
Axworthy Health & RecPlex открылся в 2014 году. Он предлагает широкий выбор возможностей для спорта и отдыха.
Leatherdale Hall — это многофункциональное здание общего пользования.
Downtown Commons, расположенный на улице Колони, представляет собой 14-этажный жилой комплекс, предлагающий жильё для студентов и других лиц.
Уэсли-холл — это облицованное камнем кирпичное здание, построенное в 1894–1895 годах и внесённое в Реестр исторических мест Канады. Он расположен на Портедж-авеню, 515, недалеко от торгового центра Portage Place. Институт витражей в Канаде задокументировал витражи в Виннипегском университете, а именно в зале заседаний.

### Развитие кампуса

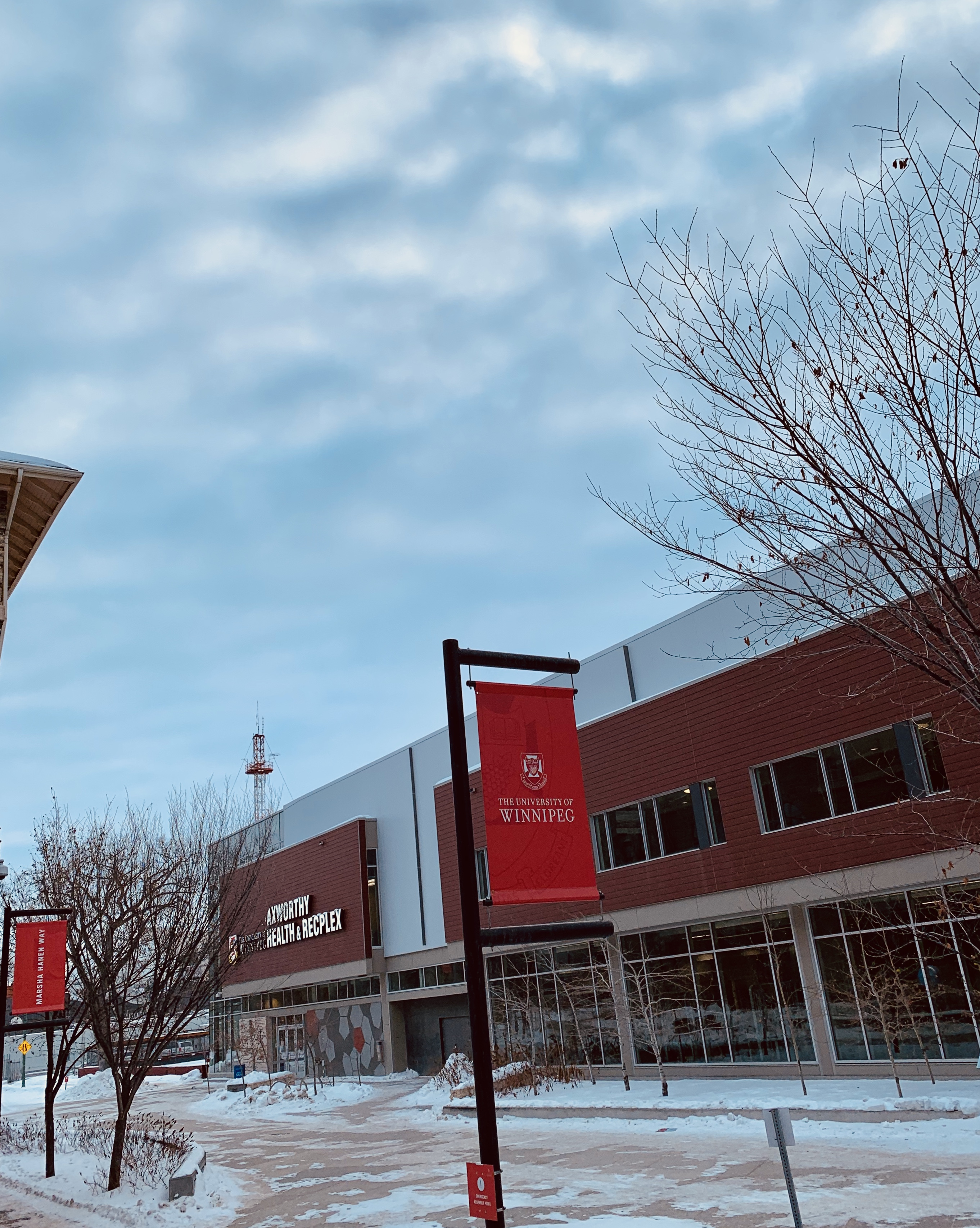
Марша-Ханен-Уэй на фоне Health & RecPlex.

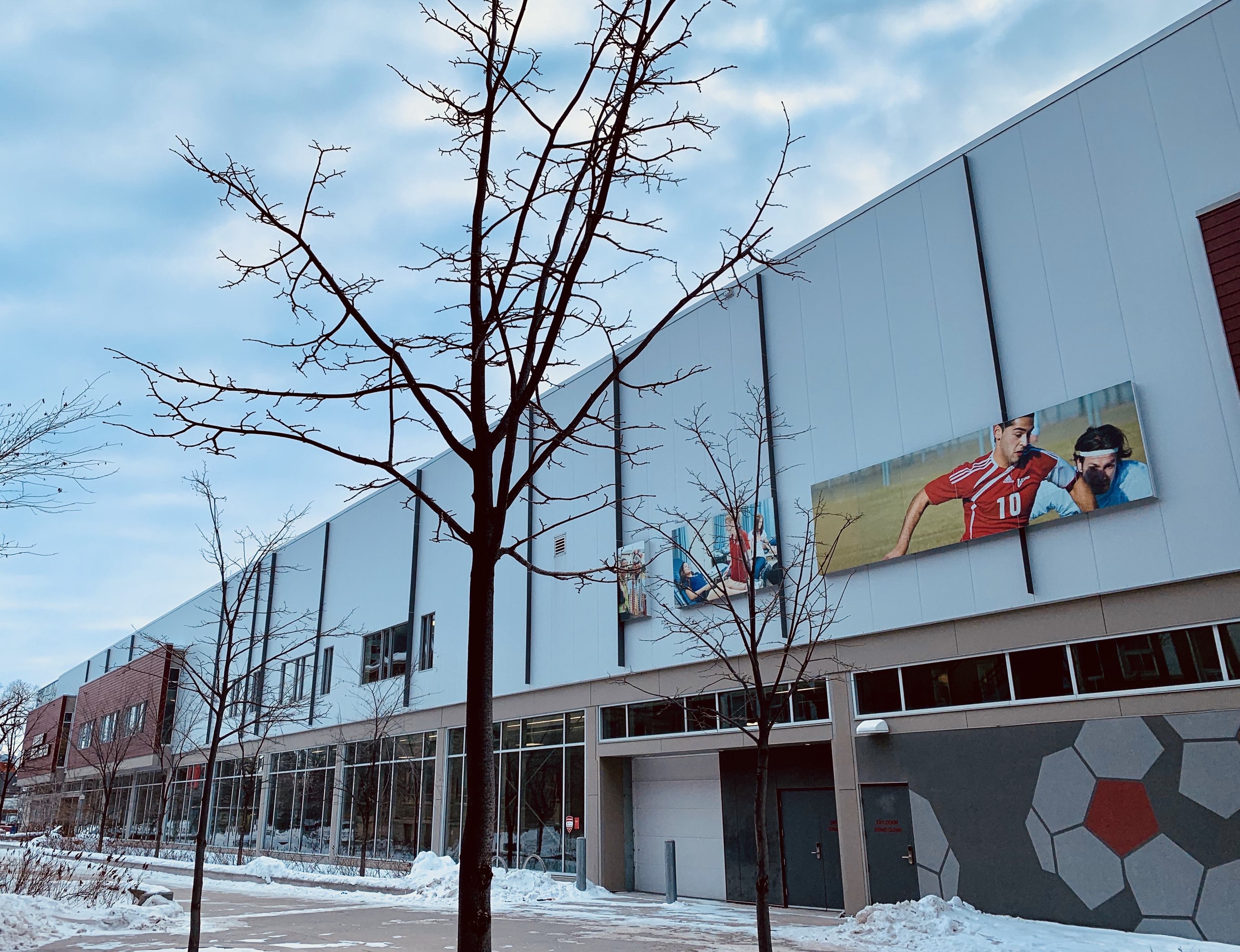
Axworthy Health & RecPlex

Развитие кампуса Виннипегского университета возглавляет The University of Winnipeg Renewal Corporation (UWCRC), «некоммерческая благотворительная корпорация, которая возглавляет развитие кампуса и управляет им». UWCRC является некоммерческой дочерней организацией Виннипегского университета и работает над достижением экологической, социальной, экономической и культурной устойчивости. Их мандат состоит в том, чтобы «применять ценности, навыки, компетенции и опыт [UWCRC] к деятельности по экономическому развитию. [UWCRC] уполномочен развивать объекты недвижимости, находящиеся в полной собственности или совместном предприятии, а также предоставлять услуги по развитию, управлению проектами и управлению имуществом другим высшим учебным заведениям, некоммерческим организациям и клиентам из числа коренных народов».
Президент университета является председателем корпорации и участвует в её деловых партнёрствах.
Структура UWCRC уникальна для Канады, поскольку позволяет корпорации избежать строгости университетского управления. Корпорация служит «основным двигателем реконструкции центра Виннипега», задача, которую традиционно выполняют правительство и частный сектор, а не образовательные учреждения.
Недавние инициативы включают недавно отремонтированный Центр театра и кино Аспера, Колледж Ричардсона для комплекса окружающей среды и науки, The Axworthy Health and RecPlex, McFeetors Hall (новое студенческое общежитие) и детский сад UWSA. В 2015 году началось строительство нового многофункционального 14-этажного жилого комплекса для студентов и местного населения.
Финансовая отчётность корпорации не является общедоступной в соответствии с законодательством о раскрытии информации. Корпорация получает свои операционные средства полностью из бюджета университета.

## Академическая деятельность
Виннипегский университет является провинциальным и частным высшим учебным заведением с бакалавриатом и растущим числом программ магистратуры, включая единственную в Канаде степень магистра в области практики развития с упором на развитие коренных народов, а также профессиональное, прикладное и непрерывное образование и отделение старшей школы.

### Студенческая жизнь
Студенты в университете представлены Ассоциацией студентов Виннипегского университета. CKUW — студенческая радиостанция Виннипегского университета. The Uniter — газета кампуса. Сотрудники службы поддержки студентов представлены AESES.

### Факультеты
- Факультет искусств (34% студентов бакалавриата) предлагает программы с отличием по классике (греческие и римские исследования), исследованиям по разрешению конфликтов, уголовному правосудию, исследованиям в области развития, исследованиям инвалидности, английскому языку, французским исследованиям, немецким исследованиям, истории, истории искусства, правам человека, исследования коренных народов, междисциплинарная лингвистика, исследования международного развития, меннонитские исследования, философия, политология, психология, религия и культура, риторика, письмо и коммуникация, социология, испанистика, театр и кино, городские и городские исследования, женские и гендерные исследования[22].
- Факультет бизнеса и экономики (14% студентов бакалавриата) предлагает программы бакалавриата в области бизнеса и управления; экономики; экономики и финансов. Он также предлагает совместную программу с Red River College[англ.].
- Педагогический факультет (17% студентов бакалавриата)
- Факультет кинезиологии и прикладного здоровья Гупта (6% студентов бакалавриата) предлагает программы по кинезиологии, физическому и санитарному просвещению, спортивной терапии.
- Факультет естественных наук (19% студентов бакалавриата) предлагает программы в области прикладной информатики, биоантропологии, биохимии, биологии, химии, экологических исследований и наук, географии, математики, неврологии, физики, психиатрического ухода, статистики[23].
- Факультет последипломного образования предлагает растущее число программ для выпускников[24]. К ним относятся программы магистра гуманитарных наук в области прикладной экономики, культурологии, управления коренными народами, экологических и социальных изменений и уголовного правосудия (по состоянию на осень 2018 года), программы магистра наук в области прикладной информатики и общества, а также биологических наук, технологий и государственной политики; профессиональные программы в области развития коренных народов, технологий, инноваций и операций[25]. Он также предлагает несколько совместных программ с Университетом Манитобы. К ним относятся магистерские программы по истории, государственному управлению, религиоведению и исследованиям мира и конфликтов[25]. Существует несколько сертификатов последипломного образования: сертификат преподавателя высшего образования и сертификат о профессиональных навыках последипломного образования[25].
- Объединённый центр богословских исследований предлагает различные курсы богословия, например, магистр священного богословия, магистр духовных дисциплин и практик служения[25].

### Колледжи
На территории кампуса расположены три междисциплинарных колледжа:
- Global College — это междисциплинарный центр, призванный объединить студентов, преподавателей и иностранных гостей в диалоге о глобальном гражданстве. Он предлагает степень бакалавра в области прав человека и степень магистра в области развития коренных народов и исследований мира и конфликтов[26].
- Колледж Менно Симонса — центр исследований в области международного развития и разрешения конфликтов. Он расположен в кампусе UW и является программой Канадского меннонитского университета[англ.] при Виннипегском университете[27].
- Колледж Ричардсона по окружающей среде — это современный научно-исследовательский центр, проводящий исследования в области биологии, химии, экологических исследований, исследований коренных народов и социальных наук. Это одно из самых энергоэффективных учебных зданий в Северной Америке[28].

### Исследования
Университет имеет растущий исследовательский профиль. Доходы от исследовательских грантов выросли с 6 млн долларов в 2015–2016 годах до 12 млн долларов в 2019–2020 годах. Университет создал ряд исследовательских центров, включая Центр доступа к информации и правосудию (CAIJ), Центр междисциплинарных исследований леса (C-FIR), Центр исследований в области культуры (CRiCS) и Центр исследований текстов и культуры молодёжи (CRYTC). У него есть канадские исследовательские кафедры по фундаментальным симметриям в субатомной физике, открытию квантовых материалов, культуре и общественной памяти, взаимодействию человека и окружающей среды, здоровью и культуре, коренным народам, истории и архивам, влиянию окружающей среды на качество воды, а также искусству коренных народов, сотрудничеству и цифровым медиа.

### Репутация
В рейтинге Maclean's за 2022 год университет занял 14-е место из 19 университетов, преимущественно бакалавриата.

## Исследования коренных народов
Университет Виннипега предлагает несколько программ и услуг по исследованию коренных народов. Это первый университет, который обязал всех студентов пройти курс изучения коренных народов в рамках получения степени. Курс был добавлен Виннипегским университетом в поддержку и в соответствии с рекомендациями Комиссии по установлению истины и примирению Канады.
Виннипегский университет предлагает степень бакалавра гуманитарных наук в области изучения коренных народов со степенью магистра в области управления коренными народами. Университет Виннипега предлагает специальные промежуточные программы для студентов-аборигенов на первом курсе. Академические консультанты, наставники и старейшины аборигенов присутствуют в кампусе для оказания академической и социальной поддержки, которую предлагает Центр обслуживания студентов-аборигенов (ASSC) на территории кампуса.
Благодаря своему учебному центру Wii Chiiwaaknak, программе Eco-Kids и услугам летнего лагеря Eco-U Виннипегский университет активно сотрудничает с общинами коренных народов. Университет Виннипега в настоящее время предлагает единственную в мире степень магистра в области практики развития с упором на развитие коренных народов, присоединившись к сети из 22 престижных университетов по всему миру при поддержке Фонда Макартуров.
В 2012 году университет назначил телеведущего Ваба Кинева своим первым директором по интеграции аборигенов, эта должность предназначена для наблюдения за расширением культурно инклюзивных информационно-просветительских мероприятий и разработкой программ в сфере образования коренных народов.

## Коллегиат
Коллегиат (Collegiate) в Университете Виннипега — это средняя школа на территории, которая предлагает программы для 9, 10, 11 и 12 классов. Это независимая школа и подразделение Виннипегского университета. Она предлагает процесс приёма, предназначенный для ускорения поступления в университет на первый курс для студентов колледжа. По состоянию на 2018 год в Коллегиате обучается 445 студентов.
Коллегиат был создан в колледже Уэсли в 1873 году. В то время это была единственная средняя школа в Манитобе.

## Спорт

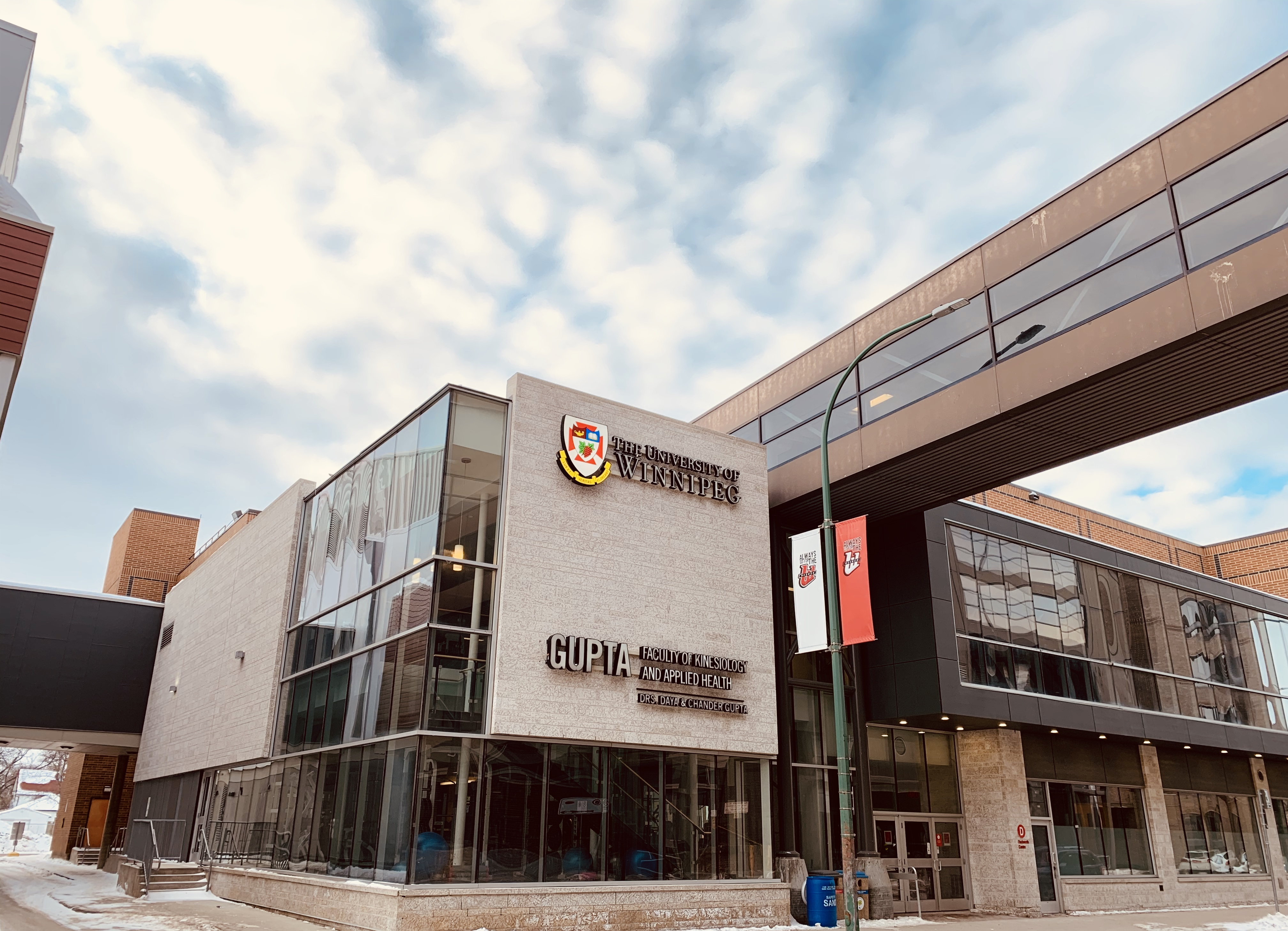
Спортивный центр Дакворта и фитнес-центр Билла Уэдлейка

Университет представлен в U Sports командой Winnipeg Wesmen по волейболу, баскетболу, футболу, борьбе, а также бейсболу. UW построил новый полевой дом («RecPlex»), названный в честь Ллойда Эксворти, рядом с Duckworth Center, который предоставляет услуги по мини-футболу.

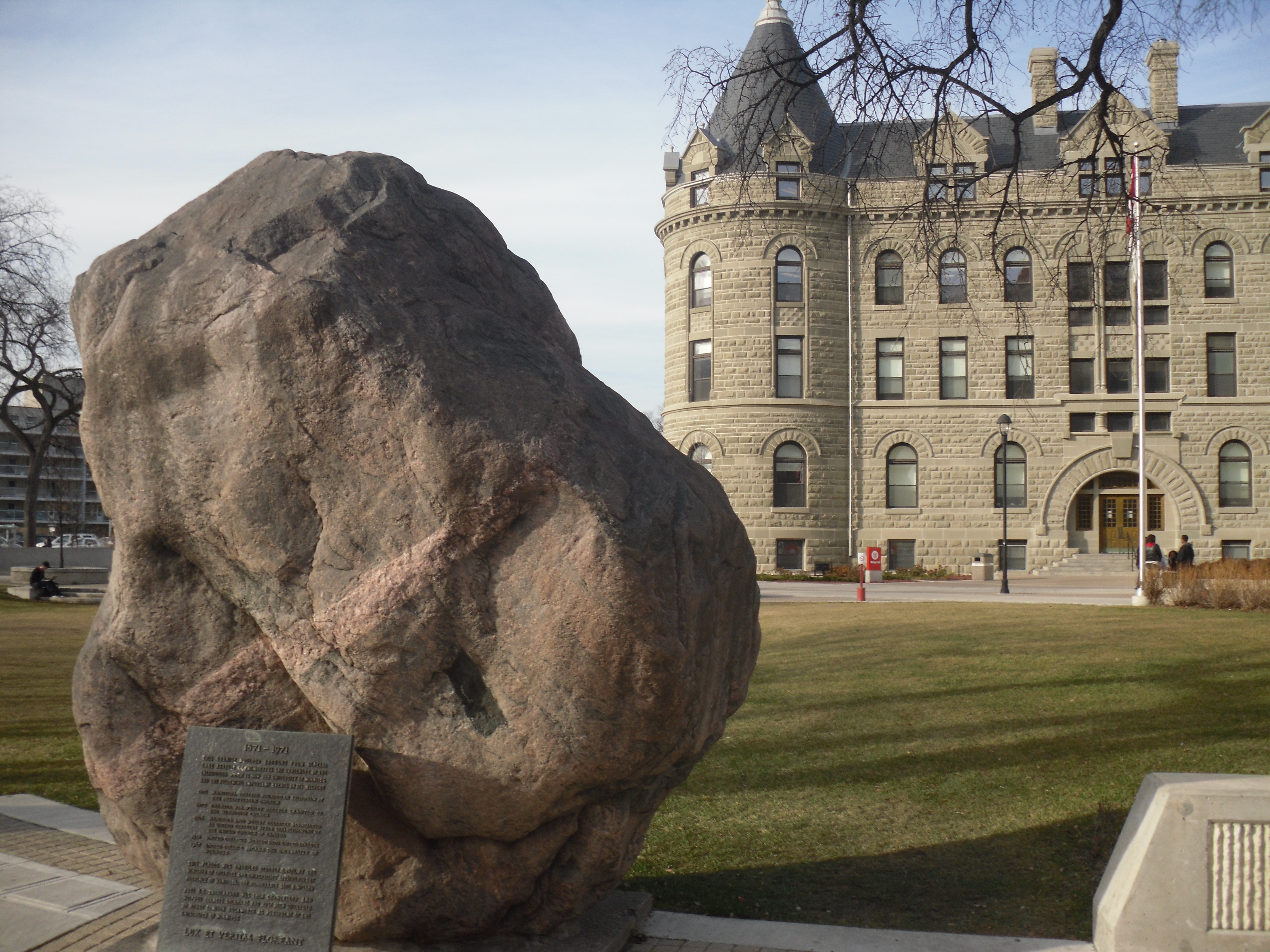
Гранитный валун на лужайке перед зданием университета.

### Великая скала
Университет Виннипега проводит своё ежегодное восхождение на Великую скалу UWinnipeg Duckworth уже более 67 лет. Скалолазание традиционно проводится каждый год в начале занятий на лужайке перед Portage Commons. В соревновании участвуют команды из трёх человек, которые мчатся от Уэсли-холла до памятника из гранитного валуна на территории кампуса. Побеждает та команда, которая быстрее всех пробежит и взберётся на скалу. Самый быстрый рекорд был установлен за 9,4 секунды в 1979 году.

## Библиотека, музей, архив и художественная галерея
Библиотека Университета Виннипега поддерживает учебные и исследовательские потребности университетского сообщества посредством консультационных услуг, доступа к исследовательским материалам и пространств для учёбы. Помимо управления библиотекой, декан библиотеки управляет портфелем, который включает в себя бюро авторских прав, архивы, художественную галерею, музей антропологии и WinnSpace, институциональный репозиторий университета. Библиотека занимает 4-й и 5-й этажи Зала Столетия, который был изображён на обложке журнала Progressive Architecture за март 1973 года.
В Музее антропологии хранятся коллекции по этнологии, археологии, приматологии и остеологии гоминидов, которые поддерживают исследовательские, учебные и общественные функции кафедры антропологии.
Архивы Виннипегского университета хранят и предоставляют доступ к записям Виннипегского университета, а также аспектам истории Манитобы, имеющим отношение к исследованиям в Виннипегском университете, включая социальную справедливость и права человека.
Галерея 1C03 — художественная галерея кампуса, расположенная в Centennial Hall. Миссия галереи состоит в том, чтобы «привлекать различные сообщества посредством разработки и представления выставок современного и исторического искусства и связанных с ними программных инициатив». В галерее представлены манитобские, канадские и зарубежные художники. Галерея также работает над развитием, сохранением и представлением коллекции произведений искусства университета.

## Персоналии

### Ректоры
- Пол Торлаксон[англ.] (1969-1978)[47]
- Родерик О.А. Хантер (1978-1984)[48]
- У. Джон А. Булман (1984–1996)[49]
- Кэрол Шилдс (1996-2000)
- Х. Сэнфорд Райли[англ.] (2000-2009)
- Боб Сильвер (2009-2020)
- Барб Гейми (с 2020)

### Президенты
- Уилфред Локхарт[англ.] (1967–1971)
- Генри Дакворт[англ.] (1971–1981)
- Робин Хью Фаркуар[англ.] (1981–1989)
- Марша Ханен[англ.] (1989–1999)
- Констанс Рук (1999–2003)
- Патрик Дин[англ.] (2003–2004; исполняющий обязанности президента)
- Ллойд Эксворти[англ.] (2004 — август 2014)[50]
- Аннет Тримби[англ.] (август 2014 — июль 2020)[51]
- Джеймс Карри (с августа 2020; исполняющий обязанности президента)

### Известные преподаватели
- Тим Болл[англ.], географ и оратор
- Билл Блейки[англ.], бывший политик, лидер Новой демократической партии и адъюнкт-профессор богословия и политики
- Кэл Боттерилл[англ.], спортивный психолог
- Дженнифер Браун[англ.], член Королевского общества Канады
- Нора Дектер[англ.], писательница
- Марк Голден[англ.], историк
- Труди Говье[англ.], философ
- Кэтрин Хантер[англ.], поэтесса, прозаик и профессор творческого письма
- Ваб Кинев[англ.], телеведущий и политик
- Сандра Кирби[англ.], социолог
- Ройден Лоуэн[англ.], учёный в области истории меннонитов
- Артур Р. М. Лоуэр[англ.], историк
- Ян Макферсон[англ.], историк
- Дайан Макгиффорд[англ.], историк и политик
- Хоуп Макинтайр[англ.], драматург
- Марилу Макфедран[англ.], юрист
- Майкл Д. Мехта[англ.], социолог-эколог
- Весна Милошевич-Зджелар[англ.], астрофизик, педагог
- Ортруд Оллерманн[англ.], математик
- Лара Рэй[англ.], преподаватель кафедры женских и гендерных исследований
- Эл Реймер[англ.], литературный критик
- Мавис Реймер, исследовательский директор по текстам и культурам молодёжи, 2005–2015
- Майкл Вайнрат[англ.], первый директор (2013 год) Исследовательского института правосудия
- Альберт Велтер[англ.], исследователь буддизма
- Дженни Уиллс[англ.], писательница
- Роберт Дж. Янг[англ.], историк

### Известные выпускники
- Ида Альбо[англ.], предпринимательница
- Ллойд Эксворти[англ.], политик и бывший президент UW, номинант на Нобелевскую премию
- Том Эксворти[англ.], канадский государственный служащий
- Омар Захилвал[англ.], министр финансов Афганистана, а также главный экономический советник президента Афганистана
- Дэвид Берген[англ.], удостоенный наград писатель
- Билл Блейки[англ.], член парламента[англ.] от Новой демократической партии и министр в правительстве провинции
- Маргарет Бладворт[англ.], советник по национальной безопасности
- Алан Кросс[англ.], радиоведущий
- Руби Дхалла[англ.], член парламента от Либеральной партии Канады
- Джейми Айзек[англ.], художник и куратор
- Шанталь Кревязюк, певица и автор песен
- Маргарет Лоренс, канадская писательница
- Гай Мэддин, кинорежиссёр
- Дон Ньюман[англ.], удостоенный наград журналист
- Джон Паскевич[англ.], режиссёр и фотограф
- Говард Паули[англ.], бывший премьер-министр Манитобы
- Фред Пеннер[англ.], детский аниматор
- Сюзан Томпсон[англ.], бывшая мэр Виннипега
- Бред Робертс[англ.], поп-певец, групп Crash Test Dummies
- Билл Ричардсон[англ.], радиоведущий (Канадская телерадиовещательная корпорация) и писатель
- Эрфан Насаджпур[англ.], профессиональный баскетболист
- Андреа Слободян[англ.], репортёр[52]
- Соня Суи[англ.], тайваньская модель и актриса
- Лоис Мириам Уилсон[англ.], первая женщина-модератор Объединённой церкви Канады
- Вик Тэйвз[англ.], политик и юрист
- Дэйв Уизел[англ.], комик

## История университета
- A. Gerald Bedford 'The University of Winnipeg: A History of the Founding Colleges' (Toronto: University of Toronto Press, 1976)
- Friesen, Gerald. "Principal J. H. Riddell: The Sane and Safe Leader of Wesley College." In Prairie Spirit: Perspectives on the Heritage of the United Church of Canada in the West, edited by Dennis L. Butcher, et al. Winnipeg: University of Manitoba Press, 1985.